# سس گوجه‌فرنگی

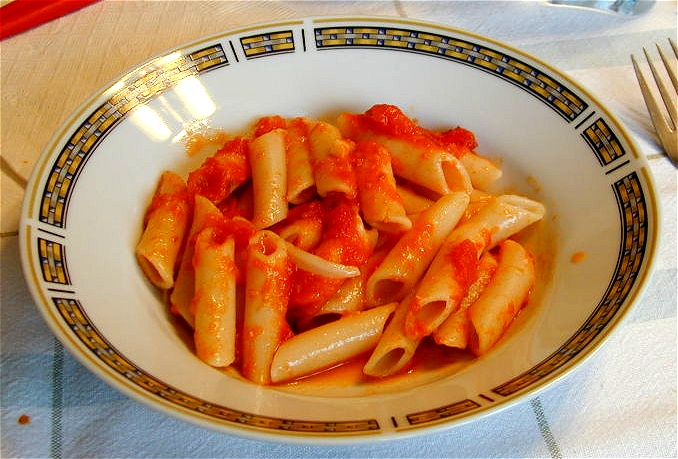
farme

سُس گوجه‌فرنگی یکی از معروف‌ترین انواع سس است که مادهٔ اصلی آن گوجه‌فرنگی است. در کنار گوجه‌فرنگی، گاهی از گوشت، پیاز، ریحان، نمک، روغن، سیر و دیگر انواع ادویه‌ها استفاده می‌کنند.

## طرز تهیه

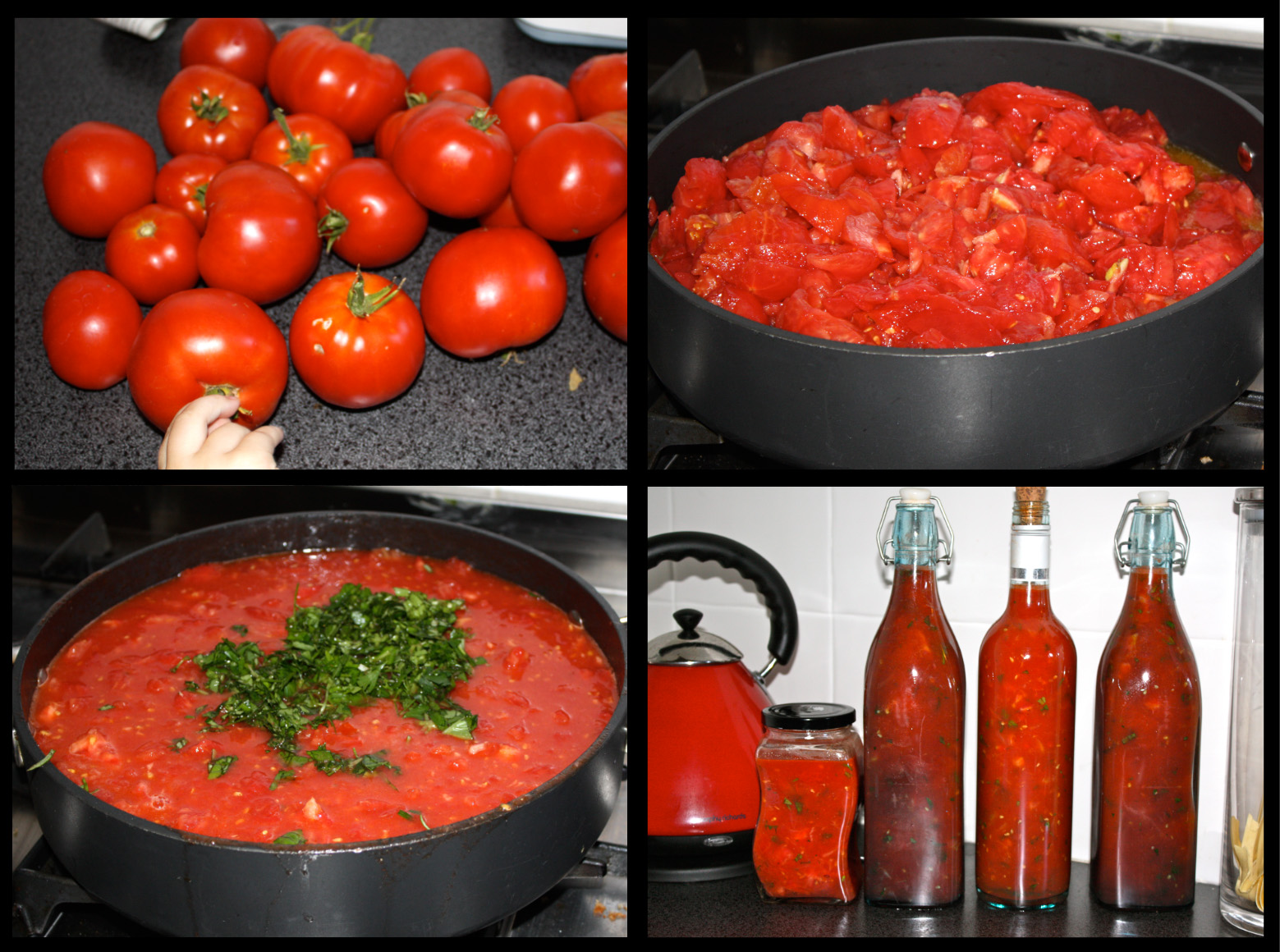
مراحل طرز تهیه سس گوجه فرنگی

برای تهیهٔ برخی انواع سس گوجه‌فرنگی، گوجه‌ها را کبابی کرده، پوست گرفته و با مقدار کمی گوشت ریزشده، پیاز و کمی نمک، ریحان و ادویه‌جات مخلوط می‌نمایند. مخلوط حاصله را می‌پزند و آن را از صافی عبور می‌دهند. گاهی تعدادی حبه سیر را هم به سس اضافه نموده و قبل از عبور دادن سس گوجه‌فرنگی از آبکش، حبه‌ها را برمی‌دارند.
مارینارا، نوعی سس گوجه‌فرنگی است که در تهیهٔ آن از گوشت استفاده نمی‌کنند. در تهیهٔ این نوع سس، گوجه‌فرنگی و انواع چاشنی‌ها و ادویه‌جات به‌کار می‌رود. سس گوجه‌فرنگی، خود در تهیهٔ بسیاری از سس‌ها به‌عنوان مادهٔ اولیه به‌کار می‌رود.